# Rai 2
Rai 2 (pronunciado: Rai Due, en español, Rai Dos) es la segunda cadena de televisión de la corporación pública italiana Rai (junto con Rai 1, Rai 3, Rai 4 y Rai 5). Nace el 4 de noviembre de 1961 con el nombre de Secondo Programma (Segundo programa), pasó a llamarse Rete 2 en 1975 y en 1982 pasa a su denominación actual, Rai Due.
La programación del canal es generalista y va enfocada a un público general de entre 35 y 64 años aunque también emite programación infantil en ciertas franjas.

## Historia
La Rai 2 comenzó sus emisiones con la serie Portobello en 1961 y con la llegada de la televisión privada en los 80 el canal comienza a pasar a ser un canal con una función más comercial que Rai Uno.
Con el proceso de lottizzazione de otorgar canales públicos según corrientes políticas para garantizar su pluralidad, Rai Due pasó a tener una influencia socialdemócrata. En los años 1990 se cambia la situación cuando se diversifican los canales de la Rai, y Rai Due pasa a ser un canal enfocado a un público más joven que el de Rai Uno, y más comercial que el de Rai Tre. A mediados de los 90 el canal comienza a introducir una mezcla de programas informativos, teleseries, algunos programas satíricos y entretenimiento.
Actualmente Rai Due emite la mayoría de series estadounidenses que posee la Rai y reality shows, además de series de éxito en la ficción italiana como Incantesimo. También es la que emite la mayoría de programación infantil.
El canal ha comenzado un proceso de transición del analógico al digital, apagando de forma progresiva su emisión analógica en puntos concretos del país (como Valle de Aosta o Cerdeña) que concluirá con la única posibilidad del TDT para ver ese canal. Rai Due será la primera de las 3 cadenas de la Rai en llevar a cabo el apagón.
El canal comenzó a emitir en alta definición el 5 de agosto de 2016 simultáneamente con Rai Sport 1 y Rai Sport 2 con motivo de los Juegos Olímpicos de Río de Janeiro 2016. además el 12 de septiembre del mismo año Rai 2 cambia su logotipo a la vez que los demás canales del grupo.

## Organización

### Dirección
- Director : Andrea Fabiano
- Programas de cultura y sociedad : Marco Giudici
- Programas divulgativos y juveniles : Roberto Giacobbo
- Planificación económica y medios : Massimo Lavatore
- Programas de entretenimiento : Fabio Di Iorio

## Audiencias
|      | Enero  | Febrero | Marzo  | Abril   | Mayo   | Junio  | Julio  | Agosto  | Septiembre | Octubre | Noviembre | Diciembre | Media anual |
| ---- | ------ | ------- | ------ | ------- | ------ | ------ | ------ | ------- | ---------- | ------- | --------- | --------- | ----------- |
| 2008 |        |         |        |         |        |        |        |         |            |         |           |           | 10,60%      |
| 2009 | 9,45 % | 9,18 %  | -      | 9,56 %  | 8,67 % | 8,54 % | 8,72 % | 9,15 %  | 8,90 %     | 8,95 %  | 9,42 %    | 9,75 %    | 9,96 %      |
| 2010 | 9,21 % | 9,00 %  | 9,84 % | 10,37 % | 9,43 % | 8,39 % | 8,40 % | 8,59 %  | 9,02 %     | 9,03 %  | 9,15 %    | 8,65 %    | 9,09 %      |
| 2011 | 8,74 % | 8,49 %  | 8,75 % | 9,28 %  | 8,35 % | 7,76 % | 8,08 % | 8,35 %  | 8,02 %     | 7,85 %  | 7,43 %    | 7,69 %    | 8,23 %      |
| 2012 | 7,67 % | 7,54 %  | 8,11 % | 7,25 %  | 7,04 % | 6,85 % | 7,71 % | 11,94 % | 6,63 %     | 6,75 %  | 6,82 %    | 7,12 %    | 7,58 %      |
| 2013 | 6,83 % | 6,07 %  | 7,02 % | 6,76 %  | 7,38 % | 6,83 % | 6,92 % | 7,22 %  | 6,52 %     | 6,35 %  | 6,53 %    | 6,72 %    | 6,75 %      |
| 2014 | 6.75 % | 5.83 %  | 6.15 % | 6.74 %  | 6.85 % | 6,34 % | 6,72 % | 7,49 %  | 6,85 %     | 6,64 %  | 6,64 %    | 6,81 %    | 6,63 %      |
| 2015 | 7,05 % | 6,52 %  | 6,99 % | 6,96 %  | 6,86 % | 5,98 % | 6,60 % | 7,27 %  | 6,92 %     | 6,76 %  | 6,63 %    | 6,97 %    | 6,80 %      |
| 2016 | 6,95 % | 6,62 %  | 6,59 % | 6,46 %  | 6,35 % | 5,66 % | 5,94 % | 10,51 % | 6,38 %     | 6,31 %  | 6,34 %    | 6,60 %    | 6,71 %      |
| 2017 | 6,69 % | 6,15 %  | 6,15 % | 5,93 %  | 6,60 % | 5,64 % | 6,03 % | 6,48 %  | 5,86 %     | 5,67 %  | 5,53 %    | 6,20 %    | 5,57 %      |
| 2018 | 5,90 % | 5,50 %  | 5,82 % | 5,82 %  | 6,16 % | 5,24 % | 5,47 % |         |            |         |           |           |             |

Fuente: primaonline.it
Leyenda :
Fondo verde : Mejor resultado histórico.
Fondo rojo : Peor resultado histórico.